# Földes Iván
| Földes Iván                               | Földes Iván                                    |
| Kattints az alábbi külső linkek egyikére! | Kattints az alábbi külső linkek egyikére!      |
| ----------------------------------------- | ---------------------------------------------- |
| Nem található szabad kép.(?)              |                                                |
| külső link · jogvédett                    | Földes Iván. Pécsi Egyetemi Almanach 1367–1999 |

Földes Iván (Soroksár, 1914. április 8. – Pécs, 1983. szeptember 4.) magyar jogász, egyetemi tanár.
Jogi tanulmányait Budapesten végezte. Ügyvédjelölt, később ügyvéd. 1946-47-ben az Igazoló Bizottságok Központi Titkárságának főtitkárhelyettese. A Földművelésügyi Minisztérium dolgozója, majd a jogügyi osztály vezetője. Az Eötvös Loránd Tudományegyetem Állam- és Jogtudományi Kar meghívott előadója, majd másodállású tanszékvezetője volt. Docens a PTE jogi karán. 1966-tól egyetemi tanár. Számos mezőgazdasági és földjogi könyv és jegyzet szerzője.

## Legfőbb művei
- A termelőszövetkezetek állami irányítása (Bp., 1962).